# Páleč
Páleč település Csehországban, a Kladnói járásban. Páleč Stradonice, Klobuky, Jarpice, Vraný, Vrbičany és Zlonice településekkel határos. Lakosainak száma 226 fő (2024. január 1.).

## Népesség
A település lakosságának változását az alábbi diagram mutatja:
| Lakosok száma | 393  | 432  | 469  | 340  | 221  | 164  | 198  | 214  | 214  | 226  |
|               | 1869 | 1890 | 1921 | 1950 | 1980 | 2001 | 2017 | 2019 | 2022 | 2024 |